# Rich Square
Rich Square es un pueblo ubicado en el condado de Northampton en el estado estadounidense de Carolina del Norte. La localidad en el año 2010 tenía una población de 958 habitantes.

## Geografía
Rich Square se encuentra ubicado en las coordenadas 36°16′24″N 77°17′3″O / 36.27333, -77.28417. Según la Oficina del Censo, la localidad tiene un área total de 7,99 km².

## Localidades adyacentes
El siguiente diagrama muestra a las localidades en un radio de 16 kilómetros (9,9 mi) de Rich Square.

## Demografía
En el 2000 la renta per cápita promedia del hogar era de $22.656, y el ingreso promedio para una familia era de $30.000. El ingreso per cápita para la localidad era de $13.079. En 2000 los hombres tenían un ingreso per cápita de $27.083 contra $19.135 para las mujeres. Alrededor del 19.0% de la población estaba bajo el umbral de pobreza nacional.